# 进士第 (婺源晓起村)
进士第位于江西省上饶市婺源县江湾镇晓起村。建于清末，是道光六年（1826年）丙戌科二甲进士江之纪的宅第。进士第前后三进。砖雕、木雕、石雕皆精美。
进士第已作为晓起古建筑群的子项目被列为上饶市文物保护单位。